# Al-Atnah
Al-Atnah (tiếng Ả Rập: العطنة) là một ngôi làng của Syria ở huyện Al-Qutayfah thuộc tỉnh Rif Dimashq. Theo Cục Thống kê Trung ương Syria (CBS), Al-Atnah có dân số 1.897 trong cuộc điều tra dân số năm 2004. Cư dân của nó chủ yếu là người Hồi giáo Sunni.